# Rollins Emerson
Rollins Adams Emerson (5 mai 1873 - 8 décembre 1947) est un généticien américain qui a redécouvert les lois de l'hérédité établies par Gregor Mendel.

## Biographie
Emerson est né le 5 mai 1873 à Pillar Point, New York, mais à l'âge de sept ans, sa famille déménage dans le comté de Kearney, Nebraska, où il fréquente l'école publique et l'Université du Nebraska à Lincoln. Il s'inscrit au Collège d'agriculture là-bas, ayant développé un intérêt pour la flore et l'aménagement paysager locaux alors qu'il était assez jeune.
Emerson obtient son diplôme en 1897 et commence à travailler pour le ministère de l'Agriculture en tant que rédacteur en chef, et peu de temps après, il épouse Harriet Hardin, avec qui il a quatre enfants. En 1899, il accepte un poste à l'Université du Nebraska, en tant que professeur adjoint d'horticulture. En 1910-1911, Emerson prend un congé d'un an pour poursuivre des études supérieures à l'Université Harvard, qui lui décerne un doctorat en 1913 avec Edward M. East comme superviseur, bien qu'Emerson n'ait passé qu'un an à Harvard. Emerson poursuit son travail à l'Université du Nebraska jusqu'en 1914, date à laquelle il part à l'Université Cornell en 1914 en tant que professeur de sélection végétale et chef du département de sélection végétale, poste qu'il occupe jusqu'à sa retraite en 1942. En 1947, il tombe malade et meurt le 8 décembre 1947, à l'âge de 74 ans.

## Recherches
Les intérêts d'Emerson pendant qu'il est au Nebraska comprennent un large éventail de projets, notamment des méthodes de culture pour différents fruits et légumes et la possibilité de domestiquer des plantes sauvages. Utilisant des techniques de sélection de haricots, il met en place une expérience et obtient les mêmes résultats que Mendel, dont il n'a pas entendu parler à l'époque.
Pendant son séjour au Nebraska, il s'intéresse également à l'utilisation du maïs pour ses recherches, étudiant l'héritabilité de la panachure du péricarpe chez le maïs calicot. Les épis des plantes cultivées à partir de grains panachés présentent un motif de rayures, mais la pigmentation du grain varie, tout comme la zone rouge. Emerson découvre que plus il y a de rouge dans les grains plantés, plus la quantité d'épis rouges dans la descendance est grande. Emerson est l'une des premières personnes à suggérer que les mutations pouvaient provoquer des variations dans les organismes. L'Université Cornell, grâce aux efforts d'Emerson, devient un centre de recherche sur la génétique du maïs. George Wells Beadle, Milislav Demerec, Marcus Morton Rhoades, George F. Sprague et Lewis Stadler sont ses doctorants .
Emerson est responsable de la création de The Maize Newsletter  en 1932. En 2018, le prix R. Emerson est créé en son honneur et est depuis décerné chaque année par la Maize Genetics Cooperation, une émanation de la communauté établie par la lettre d'information sur le maïs.